# عباس جباری
عباس جباری سیاست‌مدار ایرانی بود، که در دوره بیست و چهارم مجلس شورای ملی به عنوان نماینده کازرون از استان فارس در مجلس شورای ملی حضور داشت.